# Пауль Ваннер
Пауль Ваннер (нім. Paul Wanner, нар. 23 грудня 2005, Дорнбірн, Австрія) — німецький футболіст, півзахисник мюнхенської «Баварії».
На правах оренди грає в клубі «Гайденгайм».

## Ігрова кар'єра

### Клубна
Пауль Ваннер є вихованцем клубної академії мюнхенської «Баварії». У січні 2022 року футболіст отримав від головного тренера Юліана Нагельсманна виклик до основного складу «Баварії», тому що багато гравців першого складу вибули з гри через позитивний результат тесту на COVID-19.
7 січня 2022 року у матчі проти менхенгладбахської «Боруссії» Ваннер дебютував на професійному рівні, вийшовши на заміну у другому таймі. Таким чином, у віці 16 років і 15 днів він став наймолодшим гравцем в історії «Баварії» і другим наймолодшим гравцем в історії Бундесліги.
12 жовтня 2022 року Ваннер вийшов на гру Ліги чемпіонів проти чеської «Вікторії» і у віці 16 років і 293 дні став наймолодшим гравцем «Баварії» в Лізі чемпіонів.
Сезон 2023/24 Ваннер провів в оренді в клубі Другої Бундесліги «Ельферсберг».
У червні 2024 року Ваннер на правах річної оренди приєднався до клубу «Гайденгайм». 25 серпня він забив свій перший гол в чемпіонаті Німеччини, коли вразив ворота «Санкт-Паулі». Ще за тиждень футболіст відзначився дебютним голом у єврокубках — він відзначився у матчі Ліги конференцій проти шведського «Геккена».

### Збірна
Пауль Ваннер народився в австрійському місті Дорнбірн і має громадянство Німеччини і Австрії. В листопаді 2022 року Ральф Рангнік мав намір запросити Ваннера до національної збірної Австрії. З 2024 року він грає за молодіжну збірну Німеччини.

## Титули
Баварія
 Чемпіон Німеччини: 2022/23
 Володар Суперкубка Німеччини: 2025